# Sexy Cosplay Doll
Sexy Cosplay Doll, connue au Japon sous le nom de Sono Bisque Doll wa koi wo suru (その着せ替え人形は恋をする, Sono Bisuku Dōru wa koi o suru, litt. « Cette poupée en biscuit est amoureuse »), est une série de manga écrite et dessinée par Shin'ichi Fukuda. Elle est prépubliée dans le magazine Young Gangan de Square Enix du 19 janvier 2018 au 21 mars 2025. La version française est publiée par Kana depuis le 25 octobre 2019.
L'histoire suit la comédie romantique entre Wakana Gojo, un lycéen rêvant de devenir un artisan de poupées hina, et Marine Kitagawa, une gyaru aimant le cosplay.
Une adaptation en anime, produite par le studio CloverWorks, est diffusée entre le 9 janvier et le 27 mars 2022. En France, elle est diffusée par Wakanim et Crunchyroll sous le titre My Dress-Up Darling. Une deuxième saison est diffusée depuis le 6 juillet 2025.
Le manga a atteint 10 millions d'exemplaires en circulation en octobre 2023.

## Synopsis
Wakana Gojo est un lycéen de première année qui rêve de devenir un artisan de poupées hina, à l'instar de son grand-père. Un jour, au cours de son premier semestre, sa camarade de classe Marine Kitagawa, très populaire dans le lycée, le surprend en train de réaliser des costumes de poupées dans la salle de confection de vêtements de l'école. Celle-ci lui confie alors qu'elle rêve de faire du cosplay et, impressionnée par l'habileté de Wakana à la couture, lui demande donc de créer le costume d'un personnage de jeu vidéo qu'elle adore. Néanmoins, Wakana n'a jamais confectionné de costumes à taille humaine, mais voyant les fortes émotions de Marine, il accepte sa requête.

## Personnages
Wakana Gojo (五条 新菜, Gojō Wakana)
Voix japonaise : Shōya Ishige, voix française : Grégory Laisné,
Le protagoniste masculin de la série, il est lycéen en première année. Orphelin, il est élevé par son grand-père qui est un artisan de poupées hina, source d'inspiration de Wakana et de son envie de devenir lui-même un artisan qui fabrique des têtes de poupées. Il est souvent à l'écart de ses camarades, car il reste chez lui pour pratiquer la fabrication de ces poupées qu'il adore, et de leur vêtements.
Marine Kitagawa (喜多川 海夢, Kitagawa Marin)
Voix japonaise : Hina Suguta (ja), voix française : Karl-Line Heller,
Le protagoniste féminin, elle est une fille au style de gyaru, très populaire, avec une personnalité extravertie, et est dans la même classe que Wakana. Elle est assez énergique mais est maladroite avec ses mains. Ses goûts d'otaku tournent autour des animes de magical girl.
Sajuna Inui (乾 紗寿叶, Inui Sajuna)
Voix japonaise : Atsumi Tanezaki, voix française : Alice Orsat,
C'est une cosplayeuse qui se présente sous le nom de « Juju » (ジュジュ). Elle est une lycéenne de deuxième année qui fréquente une école pour fille, mais son physique ne correspond pas à son âge.
Shinju Inui (乾 心寿, Inui Shinju)
Voix japonaise : Hina Yomiya, voix française : Justine Berger,
Elle est la petite sœur de Sajuna. Bien qu'elle soit au collège, elle paraît plus mature que sa grande sœur du fait de son physique, et de sa grande taille.

## Manga
Sono Bisque Doll wa koi o suru (その着せ替え人形は恋をする) est écrit et dessiné par Shin'ichi Fukuda. Le manga est prépublié entre le 19 janvier 2018 et le 21 mars 2025 via le magazine de prépublication de seinen manga, le Young Gangan,. Par la suite, les chapitres sont rassemblés et édités dans le format tankōbon par Square Enix avec les deux premiers volumes publiés le 24 novembre 2018. La série compte quinze volumes tankōbon.
En juillet 2019, lors de l'Anime Expo, Square Enix annonce la version anglaise de la série sous le titre My Dress-Up Darling et le publie dans sa nouvelle marque de publication Square Enix Manga & Books dès avril 2020,. Un mois plus tard, Kana annonce l'obtention de la licence du manga pour la version française sous le nom Sexy Cosplay Doll et publie le premier volume dans sa collection Big Kana à partir du 25 octobre 2019,. Tong Li Publishing édite une version en chinois traditionnel de la série depuis décembre 2019.

### Liste des volumes
| no | Japonais           | Japonais                                                                  | Français           | Français                                                                  |
| no | Date de sortie     | ISBN                                                                      | Date de sortie     | ISBN                                                                      |
| --- | ------------------ | ------------------------------------------------------------------------- | ------------------ | ------------------------------------------------------------------------- |
| 1 | 24 novembre 2018   | 978-4-7575-5920-2                                                         | 25 octobre 2019    | 978-2-5050-7675-9                                                         |
| Liste des chapitres : Chapitres 1 à 7 |                    |                                                                           |                    |                                                                           |
| 2 | 24 novembre 2018   | 978-4-7575-5921-9                                                         | 6 décembre 2019    | 978-2-5050-7676-6                                                         |
| Liste des chapitres : Chapitres 8 à 15 |                    |                                                                           |                    |                                                                           |
| 3 | 25 mai 2019        | 978-4-7575-6138-0                                                         | 20 mars 2020       | 978-2-5050-8472-3                                                         |
| Liste des chapitres : Chapitres 16 à 23 |                    |                                                                           |                    |                                                                           |
| 4 | 25 octobre 2019    | 978-4-7575-6355-1                                                         | 21 août 2020       | 978-2-5050-8473-0                                                         |
| Liste des chapitres : Chapitres 24 à 31 |                    |                                                                           |                    |                                                                           |
| 5 | 25 mai 2020,       | 978-4-7575-6657-6 (édition standard) 978-4-7575-6658-3 (édition spéciale) | 5 février 2021     | 978-2-5050-8474-7                                                         |
| Au Japon, l'édition spéciale de ce volume contient un livret de photos recréant les scènes de cosplay de Marine avec la gravure idol Moe Iori.Liste des chapitres : Chapitres 32 à 39                                                         |                    |                                                                           |                    |                                                                           |
| 6 | 25 novembre 2020   | 978-4-7575-6355-1                                                         | 27 août 2021       | 978-2-5050-8892-9                                                         |
| Liste des chapitres : Chapitres 40 à 47 |                    |                                                                           |                    |                                                                           |
| 7 | 24 avril 2021,     | 978-4-7575-7212-6 (édition standard) 978-4-7575-7213-3 (édition spéciale) | 4 février 2022     | 978-2-5051-1371-3                                                         |
| Au Japon, l'édition spéciale de ce volume contient un grand porte-clés, en acrylique, de Marine dans sa tenue habituelle et dans son cosplay de Shizuku Kuroe.Liste des chapitres : Chapitres 48 à 55                                         |                    |                                                                           |                    |                                                                           |
| 8 | 25 octobre 2021,   | 978-4-7575-7344-4 (édition standard) 978-4-7575-7345-1 (édition spéciale) | 26 août 2022,      | 978-2-5051-1461-1 (édition standard) 978-2-5051-1842-8 (édition spéciale) |
| Au Japon et en France, l'édition spéciale de ce volume contient un artbook centré sur Marine qui essaie différents types de costumes.Liste des chapitres : Chapitres 56 à 63                                                                  |                    |                                                                           |                    |                                                                           |
| 9 | 25 mars 2022       | 978-4-7575-7837-1                                                         | 3 février 2023     | 978-2-5051-1923-4                                                         |
| Liste des chapitres : Chapitres 64 à 71 |                    |                                                                           |                    |                                                                           |
| 10 | 24 septembre 2022, | 978-4-7575-8101-2 (édition standard) 978-4-7575-8102-9 (édition spéciale) | 1er septembre 2023 | 978-2-5051-2141-1                                                         |
| Au Japon, l'édition spéciale de ce volume contient un diorama en acrylique de Marine et Wakana. En France, un marque-page, également en acrylique, est offert dans les premiers exemplaires du volume.Liste des chapitres : Chapitres 72 à 79 |                    |                                                                           |                    |                                                                           |
| 11 | 25 mars 2023,      | 978-4-7575-8425-9 (édition standard) 978-4-7575-8426-6 (édition spéciale) | 10 novembre 2023   | 978-2-5051-2405-4                                                         |
| Au Japon, l'édition spéciale de ce volume contient à nouveau un diorama en acrylique de Marine et Wakana.Liste des chapitres : Chapitres 80 à 87                                                                                              |                    |                                                                           |                    |                                                                           |
| 12 | 25 septembre 2023, | 978-4-7575-8748-9 (édition standard) 978-4-7575-8749-6 (édition spéciale) | 26 avril 2024      | 978-2-5051-2523-5                                                         |
| Au Japon, l'édition spéciale de ce volume contient un diorama en acrylique de Marine.Liste des chapitres : Chapitres 88 à 95 |                    |                                                                           |                    |                                                                           |
| 13 | 24 mai 2024,       | 978-4-7575-9132-5 (édition standard) 978-4-7575-9133-2 (édition spéciale) | 18 octobre 2024    | 978-2-5051-2525-9                                                         |
| Au Japon, l'édition spéciale de ce volume contient un diorama en acrylique de Marine et Wakana.Liste des chapitres : Chapitres 96 à 102 |                    |                                                                           |                    |                                                                           |
| 14 | 25 novembre 2024,  | 978-4-7575-9492-0 (édition standard) 978-4-7575-9493-7 (édition spéciale) | 2 mai 2025         | 978-2-5051-3368-1                                                         |
| Au Japon, l'édition spéciale de ce volume contient un diorama en acrylique de Marine.Liste des chapitres : Chapitres 103 à 109 |                    |                                                                           |                    |                                                                           |
| 15 | 25 juillet 2025    | 978-4-7575-9972-7                                                         | NC                 |                                                                           |
| Liste des chapitres : Chapitres 110 à 115 |                    |                                                                           |                    |                                                                           |

## Anime
Le 16 avril 2021, une adaptation en anime de l'œuvre est annoncée dans le neuvième numéro de Young Gangan, elle est produite par le studio CloverWorks. Keisuke Shinohara réalise l'anime, tandis qu'Yoriko Tomita s'occupe du scénario, les chara-designs sont quant à eux confiés à Kazumasa Ishida, enfin Takeshi Nakatsuka compose la bande originale. La série est diffusée entre le 9 janvier et le 27 mars 2022 sur Tokyo MX.
Spira Spica (en) interprète l'opening de la série intitulé Sansan Days (燦々デイズ), tandis que Akari Akase (en) interprète son  ending intitulé Koi no Yukue (恋ノ行方).
Wakanim et Crunchyroll diffusent en simulcast la série dans les pays francophones sous le titre My Dress-Up Darling,. Depuis le 27 mai 2023, Crunchyroll diffuse également une version doublée en français de la série réalisée par le studio de doublage Time-Line Factory,, sous la direction artistique de Mélanie Anne Paillié,, avec des dialogues adaptés par Jennifer Grossi et Julie Lespourcy,.
Le 17 septembre 2022, un événement consacré à l'anime est présenté dans la ville de Tokyo. À cette occasion, une suite est annoncée. Elle est diffusée depuis le 6 juillet 2025. Le thème du générique de début est à nouveau interprété par Spira Spica avec Ao to Kirameki (アオとキラメキ), tandis que le groupe PiKi interprète son générique de fin intitulé Kawaii Kaiwai.

### Liste des épisodes

#### Saison 1
| No                         | Titre français                            | Titre japonais                     | Titre japonais                                 | Date de 1re diffusion |
| No                         | Titre français                            | Kanji                              | Rōmaji                                         | Date de 1re diffusion |
| -------------------------- | ----------------------------------------- | ---------------------------------- | ---------------------------------------------- | --------------------- |
| 1                          | Un monde à l'opposé du mien               | 自分とは真逆の世界で生きている人   | Jibun to wa magyaku no sekai de ikite iru hito | 9 janvier 2022        |
| [Chapitre 1]               |                                           |                                    |                                                |                       |
| 2                          | On s'y met tout de suite ?                | さっそく、しよっか？               | Sassoku, shiyokka?                             | 16 janvier 2022       |
| [Chapitres 2-3-4]          |                                           |                                    |                                                |                       |
| 3                          | On sort ensemble ?                        | じゃ、付き合っちゃう？             | Ja, tsukiatchau?                               | 23 janvier 2022       |
| [Chapitres 5-6-7]          |                                           |                                    |                                                |                       |
| 4                          | C'est à ta copine ?                       | これ、彼女のとか？                 | Kore, kanojo no toka?                          | 30 janvier 2022       |
| [Chapitres 8-9-10-11]      |                                           |                                    |                                                |                       |
| 5                          | Parce que c'est le plus beau décolleté ?  | この中で一番いい乳袋だからじゃん？ | Kono naka de ichiban ii chibukuro da kara jan? | 6 février 2022        |
| [Chapitres 11-12-13-14]    |                                           |                                    |                                                |                       |
| 6                          | Quoi ?!                                   | マ！？                             | Ma!?                                           | 13 février 2022       |
| [Chapitres 11-15-16-17]    |                                           |                                    |                                                |                       |
| 7                          | Rencard à la maison avec celui que j'aime | しゅきぴとおうちデートやばっ       | Shukipi to Ouchi Dēto Yaba                     | 20 février 2022       |
| [Chapitres 18-19-20]       |                                           |                                    |                                                |                       |
| 8                          | Je te recommande le contre-jour           | 逆光、オススメです                 | Gyakkō, Osusume Desu                           | 27 février 2022       |
| [Chapitres 20-21-22-23]    |                                           |                                    |                                                |                       |
| 9                          | Ta photo m'a fait beaucoup d'effet        | 写真を見たら、色々あったからです   | Shashin o Mitara, Iroiro Atta kara Desu        | 6 mars 2022           |
| [Chapitres 24-25-26-27-28] |                                           |                                    |                                                |                       |
| 10                         | Chacun a son lot de soucis                | 誰にでも色々あるんです             | Dare ni demo Iroiro Arun Desu                  | 13 mars 2022          |
| [Chapitres 29-30-31-32-33] |                                           |                                    |                                                |                       |
| 11                         | Je suis actuellement dans un love hôtel   | 俺は今、ラブホテルにいます         | Ore wa Ima, Rabu Hoteru ni Imasu               | 20 mars 2022          |
| [Chapitres 34-35-36]       |                                           |                                    |                                                |                       |
| 12                         | My Dress-Up Darling                       | その着せ替え人形は恋をする         | Sono Bisuku Dōru wa Koi o Suru                 | 27 mars 2022          |
| [Chapitres 37-38-39]       |                                           |                                    |                                                |                       |

#### Saison 2
| No                         | Titre français                                         | Titre japonais                     | Titre japonais                                    | Date de 1re diffusion |
| No                         | Titre français                                         | Kanji                              | Rōmaji                                            | Date de 1re diffusion |
| -------------------------- | ------------------------------------------------------ | ---------------------------------- | ------------------------------------------------- | --------------------- |
| 13                         | Wakana Gojô, 15 ans, en pleine puberté                 | 五条新菜 15歳 思春期               | Gojō Wakana, Jūgo-sai, Shishun-ki                 | 6 juillet 2025        |
| [Chapitres 44-45-46-47]    |                                                        |                                    |                                                   |                       |
| 14                         | Les seins, ça s'enfile                                 | おっぱいは装備できるから           | Oppai wa Sōbi Dekiru kara                         | 13 juillet 2025       |
| [Chapitres 40-41-48-49]    |                                                        |                                    |                                                   |                       |
| 15                         | C'est comme vivre dans leur quotidien, le pied         | 日常パートめっちゃすこ〰〰〰〰♡♡♡  | Nichijō Pāto Metcha Suko~~♡♡♡                     | 20 juillet 2025       |
| [Chapitres 41-42-43-50]    |                                                        |                                    |                                                   |                       |
| 16                         | Il connaît mon corps sur le bout des doigts            | あたしの体の事、全部知ってるんだ   | Atashi no Karada no Koto, Zenbu Shitte-runda      | 27 juillet 2025       |
| [Chapitres 51-52-53]       |                                                        |                                    |                                                   |                       |
| 17                         | 800 millions                                           | 8億                                | Hachi Oku                                         | 3 août 2025           |
| [Chapitres 54-55-56-57-58] |                                                        |                                    |                                                   |                       |
| 18                         | J'y arriverai de mes propres mains                     | 俺が絶対に 俺の手で                | Ore ga Zettai ni Ore no Te de                     | 10 août 2025          |
| [Chapitres 59-60-61-62-63] |                                                        |                                    |                                                   |                       |
| 19                         | On gardera plein de souvenirs                          | 思い出刻むぜ！                     | Omoide Kizamu ze!                                 | 17 août 2025          |
| [Chapitres 64-65-66-67]    |                                                        |                                    |                                                   |                       |
| 20                         | Je ne sais exprimer ma reconnaissance qu'avec l'argent | 感謝の伝え方が課金しか思い付かない | Kansha no Tsutae-kata ga Kakin Shika Omoitsukanai | 24 août 2025          |

## Accueil
En août 2019, la série est classée 6e dans la « catégorie Comics » d'après les votes pour la quatrième édition des Next Manga Awards, organisés par le magazine Da Vinci de Media Factory et le site web Niconico.
Le manga est classé 16e pour les lecteurs dans l'édition de 2020 du guide Kono Manga ga sugoi! de Takarajimasha.
Elle est également classée 3e dans une liste de recommandations des librairies japonaises selon le sondage du Zenkoku Shotenin ga Eranda Osusume Comic 2020 (ja) (全国書店員が選んだおすすめコミック2020, litt. « Bandes dessinées recommandées par les librairies nationales de 2020 »), mené par la libraire en ligne Honya Club et publié en février 2020,.
Le tirage total de la série a atteint 1,2 million d'exemplaires en mai 2020. En novembre 2020, il s'élève à 2 millions de copies. Avec la sortie de l'anime début 2022, les ventes augmentent significativement, atteignant 5 millions de copies fin février. En mars 2022, les ventes atteignent 5,5 millions de copies. En octobre 2023, dix millions d'exemplaires sont en circulation.
À la sortie de l'anime, les ventes de poupées traditionnelles japonaise Hina explosent. Keisho Suzuki, qui a servi de modèle pour Gojo, rapporte avoir vendu l'intégralité des 300 poupées qu'il avait à la vente.